# Hermerode
Hermerode este o comună din landul Saxonia-Anhalt, Germania.